# I. Mediteranske igre na pijesku – Pescara 2015.
Na Općoj skupštini Međunarodnog odbora Mediteranskih igara 19. lipnja 2013. potvrđeno je održavanje prvih Mediteranskih igara na pijesku. Za domaćina je izabrana talijanska Pescara (domaćin MI 2009.) koja je dobila više glasova od francuskog Marseillea. Natjecanje se održalo od 21. do 30. kolovoza. Hrvatski su športaši nastupili.
Natjecateljske zemlje:
- Afrika: Alžir, Egipat, Libija, Maroko, Tunis
- Azija: Cipar, Libanon, Sirija i Turska
- Europa: Albanija, Andora, BiH, Crna Gora, Hrvatska, Francuska, Grčka, Italija, Makedonija, Malta, Monako, Srbija, San Marino, Slovenija, Španjolska, Turska

## Športovi
- veslanje
- badminton na pijesku
- nogomet na pijesku
- rukomet na pijesku
- kanupolo
- hrvanje na pijesku
- plivanje (razne kategorije)
- športski ribolov
- ragbi na pijesku
- wakeboard
- daskanje
- tenis na pijesku
- jedrenje
- odbojka na pijesku

Od ovih športova: plivanje, veslanje, jedrenje i odbojka na pijesku do sada su bili u programu Mediteranskih igara.